# (1143) Odisseu
(1143) Odysseus és un asteroide que pertany als asteroides troians de Júpiter descobert el 28 de gener de 1930 per Karl Wilhelm Reinmuth des de l'observatori de Heidelberg-Königstuhl, Alemanya. Odysseus es va designar inicialment com 1930 BH. Més endavant va ser nomenat per Odisseu, un personatge de la mitologia grega. Odysseus està situat a una distància mitjana del Sol de 5,248 ua, i pot allunyar-se fins a 5,722 ua i apropar-se fins a 4,775 ua. Té una excentricitat de 0,09026 i una inclinació orbital de 3,138°. Triga a completar una òrbita al voltant del Sol 4.392 dies.